# Fiat 3,5 HP
Fiat 3,5 HP (или Fiat 4 HP) — первый легковой автомобиль, выпускавшийся компанией Fiat с 1899 по 1900 год.
В 1899 году было изготовлено 8 автомобилей, а в следующем году — ещё 18.
Автомобиль имел двухцилиндровый двигатель с водяным охлаждением, объёмом 679 см³ и мощностью 4,5 л. с. (для целей налогообложения мощность указывалась в 3,5 л. с.) при 800 об/мин и трёхскоростную коробку передач (задняя передача не предусматривалась). Максимальная скорость автомобиля составляла 35 км/ч. Несмотря на небольшой по объёму двигатель, расход топлива достигал 8 литров на 100 км.
Эта модель Fiat основывалась на разработке автозавода «Ceirano GB & C» под названием Ceirano Welleyes. Кузова изготовлялись в мастерской Марчелло Алезио (итал. Marcello Alessio) в Турине. 
Два экземпляра первых Фиатов сохранились в Автомобильном музее в Турине и ещё один — в Музее Форда в Дирборне в США.